# 24297 Jonbach
24297 Jonbach là một tiểu hành tinh vành đai chính với chu kỳ quỹ đạo là 1604.1803514 ngày (4.39 năm).
Nó được phát hiện ngày 14 tháng 12 năm 1999.